# Петровская волость (Изюмский уезд)
Петро́вская во́лость — историческая административно-территориальная единица Изюмского уезда Харьковской губернии с волостным правлением в слободе Петровской.
По состоянию на 1885 год состояла из 4 поселений, 5 сельских общин. Население — 7344 человека (3657 человек мужского пола и 3687 — женского), 1429 дворовых хозяйства.
|                       | Площадь | В том числе пахотной |
| --------------------- | ------- | -------------------- |
| Сельских общин        | 18479   | 5194                 |
| Частной собственности | 649     | 375                  |
| Другой собственности  | 884     | 407                  |
| В целом               | 20012   | 5976                 |

Основные поселения волости:
- Петровская — бывшая государственная слобода при реке Мокрой Беречке в 22 верстах от уездного города. В слободе волостное правление, 500 дворов, 3093 жителя, православная церковь, школа, 6 лавок, базар, 4 ярмарки (2 февраля, 9 мая, 6 августа, 8 ноября).[1]
- Валвенкино — бывшее государственное село. В селе 205 дворов, 1009 жителей, православная церковь, школа, лавка.[1]
- Верёвкина — бывшая государственная слобода при реке Северский Донец. В слободе 243 двора, 1164 жителя, православная церковь Святого Николая, школа.[1]
- Протопоповка — бывшая государственная слобода при реке Северский Донец. В слободе 380 дворов, 1960 жителей, православная церковь, школа, 2 лавки.[1]

Храмы волости:
- Митрофаниевская церковь в селе Валвенкино.[2]
- Николаевская церковь в слободе Верёвкина.[2]
- Преображенская церковь в слободе Петровской.[2]
- Екатерининская церковь в слободе Протопоповке.[2]